# Apsidopis oxyptera
Apsidopis oxyptera es una especie de insecto blatodeo de la familia Blaberidae, subfamilia Epilamprinae y única representante del género Apsidopis. También ha sido clasificada como Apsidopis cyclops. Se distribuye por Borneo.